# Cimetière militaire allemand d'Illfurth
Le cimetière militaire allemand d'Illfurth est un cimetière militaire allemand de la Première Guerre mondiale situé à Illfurth, dans le département français du Haut-Rhin.

## Historique
Aménagé à partir de 1920, ce cimetière abrite les corps de près de 2 000 soldats allemands, dont celui d'Albert Mayer, premier militaire allemand tombé au combat lors de la Première Guerre mondiale. 
En 1975, les croix en bois surmontant les tombes ont été remplacées par des blocs gravés.
En juillet 2013, les restes de 21 soldats allemands ensevelis en mars 1918 dans la galerie Kilian de Carspach par des tirs de l'artillerie française y sont inhumés. 

## Caractéristiques

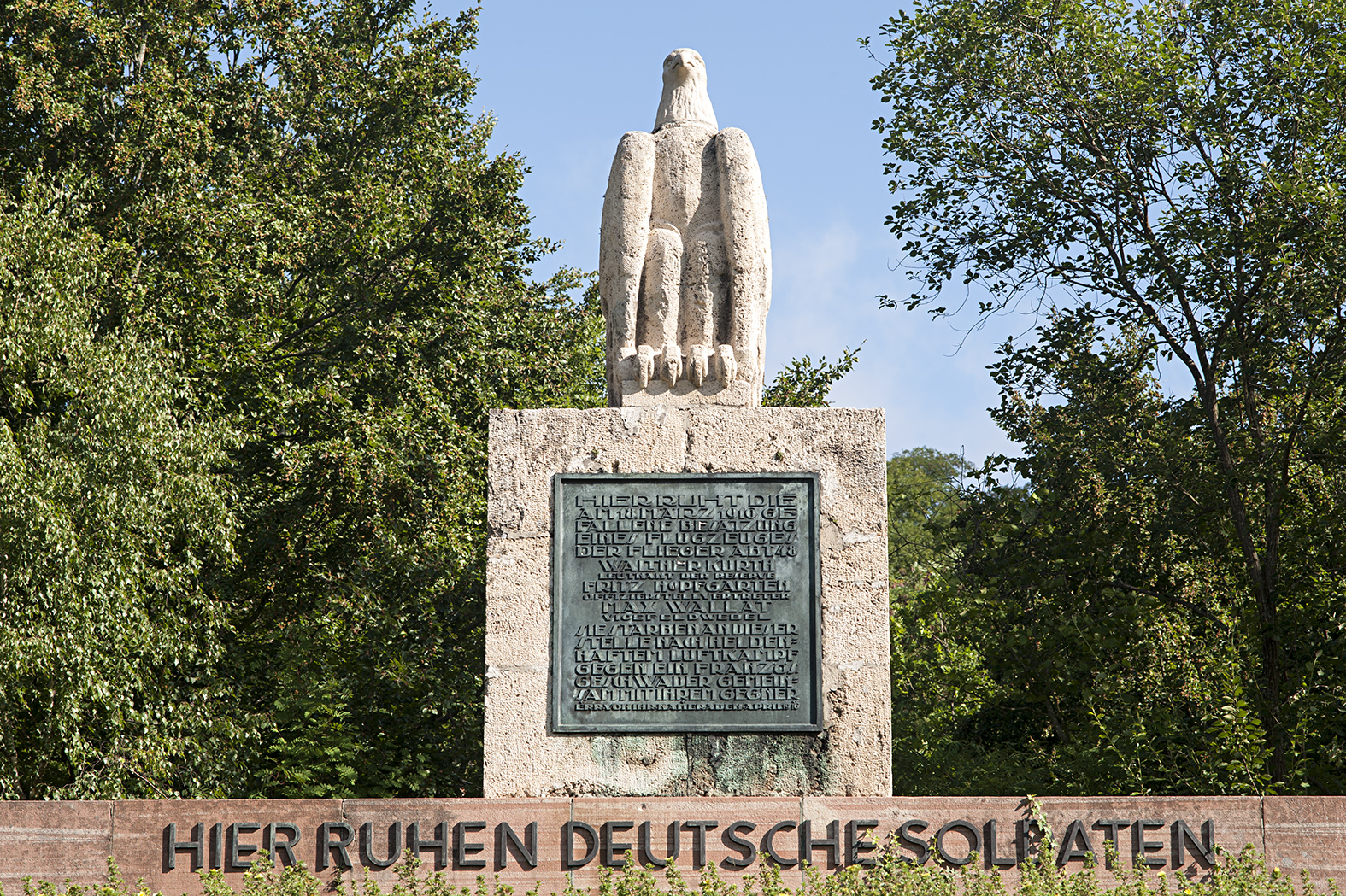
Monument en hommage à trois aviateurs allemands tués lors d'un combat aérien en 1916.

Au centre du cimetière est érigé un monument surmonté d'un aigle rendant hommage à trois aviateurs allemands tués le 18 mars 1916 dans une collision avec un appareil français. Initialement dressé sur l'aérodrome de Habsheim, il a été transféré au cimetière militaire d'Illfurth lors de son aménagement.